# Aslauga
Aslauga là một chi bướm ngày thuộc họ Bướm xanh.

## Các loài
- Aslauga abri Collins & Libert, 1997
- Aslauga atrophifurca Cottrell, 1981
- Aslauga aura Druce, 1913
- Aslauga australis Cottrell, 1981
- Aslauga bella Bethune-Baker, 1913
- Aslauga bitjensis Bethune-Baker, 1925
- Aslauga bouyeri Libert, 1994
- Aslauga camerunica Stempffer, 1969
- Aslauga confusa Libert, 1994
- Aslauga ernesti (Karsch, 1895)
- Aslauga febe (Libert, 1994)
- Aslauga guineensis Collins & Libert, 1997
- Aslauga imitans Libert, 1994
- Aslauga kallimoides Schultze, 1912
- Aslauga karamoja (Libert, 1994)
- Aslauga katangana (Romieux, 1937)
- Aslauga lamborni Bethune-Baker, 1914
- Aslauga latifurca Cottrell, 1981
- Aslauga marginalis Kirby, 1890
- Aslauga marshalli Butler, 1898
- Aslauga modesta Schultze, 1923
- Aslauga orientalis Cottrell, 1981
- Aslauga pandora Druce, 1913
- Aslauga prouvosti Libert & Bouyer, 1997
- Aslauga purpurascens Holland, 1890
- Aslauga satyroides Libert, 1994
- Aslauga tanga Libert & Collins, 1997
- Aslauga vininga (Hewitson, 1875)

## Hình ảnh

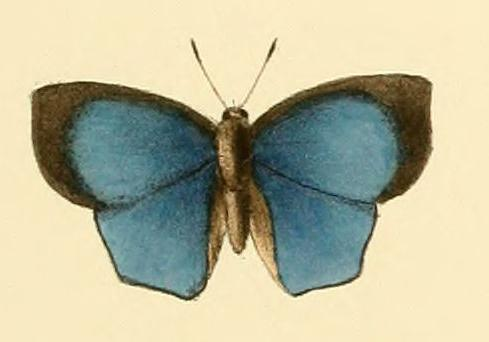